# Liste der Monuments historiques in Lados
Die Liste der Monuments historiques in Lados führt die Monuments historiques in der französischen Gemeinde Lados auf.

## Liste der Bauwerke
| Bezeichnung      | Beschreibung              | Standort | Kennzeichnung | Schutzstatus | Datum | Bild |
| ---------------- | ------------------------- | -------- | ------------- | ------------ | ----- | ---- |
| Kirche St-Martin | Erbaut im 12. Jahrhundert | (Lage)   | PA00083578    | Inscrit      | 1925  |      |

## Liste der Objekte
| Bezeichnung                            | Beschreibung                                          | Standort                       | Kennzeichnung | Schutzstatus | Datum | Bild |
| -------------------------------------- | ----------------------------------------------------- | ------------------------------ | ------------- | ------------ | ----- | ---- |
| Skulptur Madonna mit Kind              | Stein, Ende des 15. Jahrhunderts                      | in der Kirche St-Martin (Lage) | PM33001522    | Inscrit      | 1981  |      |
| Ölgemälde Heilige Radegundis           | 17. Jahrhundert                                       | in der Kirche St-Martin (Lage) | PM33001524    | Inscrit      | 1981  |      |
| Ölgemälde Bischof kniend vor dem Kreuz |                                                       | in der Kirche St-Martin (Lage) | PM33001525    | Inscrit      | 1981  |      |
| Altar und Retabel                      | Holz, bemalt und vergoldet, Ende des 18. Jahrhunderts | in der Kirche St-Martin (Lage) | PM33001523    | Inscrit      | 1981  |      |